# 가스 등 공작물손괴죄
가스 등 공작물손괴죄(gas等工作物損壞罪)는 가스·전기 또는 증기(蒸氣)의 공작물을 손괴 또는 제거하거난 기타 방법으로 가스·전기 또는 증기의 공급이나 사용을 방해하여 공공의 위험을 발생하게 하는 죄(형법 173조 1항) 또는 공공용(用)의 가스·전기 또는 증기의 공작물을 손괴 또는 제거하거나 기타 방법으로 가스·전기 또는 증기의 공급이나 사용을 방해하는 죄(형법 173조 2항). 전자는 구체적 위험범이고 후자는 추상적 위험범이다. 사람을 사상에 이르게 하면 형을 가중한다(형법 173조 3항).